# Arnau Alemany i Batalla
Arnau Alemany i Batalla (Barcelona, 1948 - Barcelona, 27 d'abril de 2020) va ser un pintor català especialitzat en un estil pictòric força personal dins de l'àmbit del realisme màgic. En la seva obra practicà la tècnica de l'oli, el gravat i la litografia i fou un autor molt cotitzat dins el col·leccionisme privat.
Als 17 anys es matriculà a l'Escola Massana de Barcelona. Les seves primeres feines van ser en un estudi de dibuixos animats i anuncis publicitaris, fotògraf, delineant industrial, ajudant d'escultors i finalment dissenyant i fent els motlles en una fàbrica de joguines. El 1978, fa la seva primera exposició a la Galeria Serrallonga de Barcelona; exposarà posteriorment en altres galeries de la ciutat com la històrica Sala Parés. L'any 1991 va guanyar el 2n premi a la Biennal d'Art de Montecarlo. Més tard exposarà a galeries, com ara La Cerverina d'Art (Cervera, 2002 i 2010), i museus i centres d'art de Santa Coloma de Gramenet, Girona, València, París, Londres, Lió, Madrid, San Francisco, Nova York, Miami, Los Angeles i Chicago, com també al Museu Marugame Hirai d'Art Espanyol Contemporani (a Marugame, Japó), entre d'altres. Així mateix, la seva obra també està present a moltes col·leccions d'art privades.